# Wake We Up
「Wake We Up」（ウェイク・ウィー・アップ）は、日本のロックバンド・HOWL BE QUIETのメジャー2枚目のシングル。2016年8月3日にポニーキャニオンから発売された。

## 概要
前作「MONSTER WORLD」から約5ヶ月ぶりのシングル。
表題曲「Wake We Up」はテレビアニメ『DAYS』第一期オープニングテーマ、またニッポン放送『リオデジャネイロオリンピック』テーマソングとなっており、HOWL BE QUIETがアニメにテーマ曲を提供するのは今回が初となる。竹縄航太（Vo, G, Piano）は、この曲について「この『Wake We Up』という曲が、『DAYS』の主題歌として、そして聴いてくれた人のエールとして、輝いてくれるよう、思いを込めて作りました」とコメントしている。
初回限定盤、通常盤、“DAYS盤”の3形態でリリースされ、初回限定盤には「Wake We Up」のミュージックビデオや、3月8日に東京・渋谷CLUB QUATTROにて実施された「チャンス到来TOUR～決戦前夜編～」東京公演のライブ映像を収めたDVDが付属する。

## 収録曲
1. Wake We Up  [4:43] 
作詞・作曲：竹縄航太 / 編曲：HOWL BE QUIET、横山裕章
  - テレビアニメ『DAYS』第一期オープニングテーマ
  - ニッポン放送『リオデジャネイロオリンピック』テーマソング
2. ウォーリー [4:17] 
作詞・作曲：竹縄航太 / 編曲：HOWL BE QUIET、渡辺拓也
3. My name is… [4:57] 
作詞・作曲：竹縄航太 / 編曲：HOWL BE QUIET

### DVD（初回生産限定盤のみ）
1. Wake We Up (完全Ver.) (Music Video)
2. 千年孤独の賜物 (チャンス到来TOUR～決戦前夜編～@2016.03.08. 渋谷 CLUB QUATTRO)
3. クローバー (チャンス到来TOUR～決戦前夜編～@2016.03.08. 渋谷 CLUB QUATTRO)
4. バトルナイフ (チャンス到来TOUR～決戦前夜編～@2016.03.08. 渋谷 CLUB QUATTRO)
5. レジスタンス (チャンス到来TOUR～決戦前夜編～@2016.03.08. 渋谷 CLUB QUATTRO)
6. MONSTER WORLD (チャンス到来TOUR～決戦前夜編～@2016.03.08. 渋谷 CLUB QUATTRO)